# Аурелия и Голубая луна
Аурелия и Голубая Луна (англ. Aurelia and Blue Moon) — гипотетические примеры планеты и спутника, на которых могла бы возникнуть внеземная жизнь. Этот проект явился результатом плодотворного сотрудничества телекомпании Blue Wave Productions Ltd. и группы американских и британских ученых, работавших по заказу National Geographic Channel.
Чтобы представить наиболее вероятные условия для возникновения внеземной жизни, и возможные пути её развития, ученые использовали комбинацию из теории аккреции и знаний из области ксенобиологии и климатологии.
Первые результаты работы были представлены в телевизионной передаче Alien Worlds, состоящей из двух частей, и впервые вышедшей в эфир на британском канале Channel 4 в 2005 году. Впоследствии Channel 4 был выпущен DVD-диск с записью этой передачи. На канале National Geographic Channel данное шоу демонстрировалось под названием Extraterrestrial, и было более акцентировано на проблемах возможной инопланетной жизни на Аурелии и Голубой Луне.
Первая часть передачи посвящена Аурелии, воображаемой землеподобной экзопланете, вращающейся по орбите вокруг красного карлика, который находится в нашей локальной зоне галактики Млечный Путь. Гипотетическая Аурелия может очень сильно походить на недавно обнаруженные экзопланеты Gliese 581 g и Gliese 581 d.
Вторая часть посвящается спутнику, названному Голубая Луна и находящемуся на орбите вокруг газового гиганта в системе двойной звезды. В свою очередь, Голубая Луна может оказаться похожей на две другие экзопланеты — HD 28185 b и 55 Cancri f.

## Причины возникновения теорий
Первые систематические исследования в области экзопланет начались в 1980-х годах, и первые публикации рассматривали высокую вероятность существования жизни на внесолнечных планетах. В настоящее время считается, что для возникновения жизни орбита планеты должна находиться на таком расстоянии от звезды, чтобы на планете могла существовать вода в жидком виде. Это достаточно узкая полоса значений, зависящая от спектрального класса звезды и испускаемого ею излучения. Данный район называют «обитаемой зоной».
По состоянию на февраль 2012 г. из всех обнаруженных экзопланет в обитаемую зону попадают 4 подтверждённые экзопланеты: Глизе 667 Cc, HD 85512 b, Глизе 581 d и Kepler-22 b, самая маленькая из которых (HD 85512 b) имеет массу, превышающую массу Земли в 3,6 раз, и вращается вокруг оранжевого карлика в созвездии Паруса.
Чувствительность существующих методов обнаружения сильно затрудняет обнаружение внесолнечных землеподобных планет, с массой меньшей, чем у названных выше. Чтобы преодолеть эти сложности, в НАСА был запущен проект Terrestrial Planet Finder (TPF), с двумя телескопами, которые планировалось вывести на околоземную орбиту в 2013—2014 гг. Однако 14 февраля 2007 года Сенат США отменил данную программу.
Ещё до отмены TPF среди астрофизиков проводились широкие обсуждения в поисках наилучших мест для поиска землеподобных планет. Хотя жизнь на Земле и сформировалась у относительно стабильного желтого карлика, звёзды-близнецы Солнца встречаются в нашей Галактике гораздо реже, нежели чем красные карлики (имеющие массу в ½ солнечной и, как следствие, выделяющие гораздо меньше тепла). Помимо того, более четверти всех звёзд располагаются в, по меньшей мере, двойных системах, из которых около 10 % имеют в составе более трех звездных компонент. Потому было бы вполне разумно рассмотреть пути возникновения жизни и в таких условиях. Подобные предположения могут быть полезными в свете возможного запуска телескопов, специализированных для поиска экзопланет, или — для использования в миссии телескопа «Кеплер» под эгидой НАСА.

## Аурелия
По мнению учёных, наиболее эффективной целью проекта TPF должны стать красные карлики, что связано с большей вероятностью наличия экзопланет в их окрестностях. Красные карлики сжигают водород с меньшей скоростью, что позволяет продлить срок жизни звезды, и оставляет достаточно много времени для появления и развития жизни на их планетах. Кроме того, данный тип звёзд очень распространён, что существенно повышает шансы на обнаружение жизни во Вселенной.
Однако красные карлики обладают меньшей светимостью, нежели другие типы звёзд, и это сильно затрудняет обнаружение их планетарных систем. Низкая сила тяготения светила также ограничивает потенциальный размер такой системы. Но, вместе с тем, открытие Gliese 581 g оставляет надежду на открытие и других планетных систем красных карликов, в том числе потенциально обитаемых.

## Орбитальный резонанс
Малые размеры звезды и слабый световой поток, испускаемый красным карликом, означают, что жизнь в его системе может возникнуть лишь на планетах, находящихся намного ближе к звезде, нежели Земля. Но планета, находящаяся так близко к звезде, может попасть в приливный захват: она всегда будет обращена к звезде только одной своей стороной, так же, как и Луна — к Земле. Таким образом, её сидерический день будет точно равен году.

## Традиционные теории
Традиционные научные теории предполагают, что планеты, попавшие в орбитальный резонанс, не могут удерживать собственную атмосферу, так как столь медленное вращение значительно ослабляет собственное магнитное поле планеты, защищающее атмосферу от сдувания солнечным ветром (см. Гипотеза уникальной Земли).
Тем не менее учёные, занятые в данной программе, решили проверить верность подобных предположений, и создали модель, описывающую существование таких планет, начиная от стадии протопланетарного диска, и заканчивая их окончательной гибелью. По мнению учёных, такая планета всё же смогла бы удержать атмосферу, хотя, и с очень необычными, по земным меркам, результатами. Половина Аурелии будет пребывать в вечном мраке и никогда не выйдет из ледникового периода, на другой же половине, в той зоне планеты, что обращена прямо к солнцу, будет буйствовать гигантский непрекращающийся ураган с постоянными обильными ливнями. В промежутке между этими двумя зонами будет находиться место, относительно пригодное для жизни.
Упомянутый ураган теоретически способен создавать в местном океане огромные волны. Океанологам ещё предстоит выяснить, насколько высоки могут быть эти волны, особенно — в зоне предполагаемого наличия болот и дельты. Вполне возможно, берега будут регулярно подвергаться их воздействию. Однако бактерии и одноклеточные водоросли, скорее всего, выживут.
Если продолжить мысль, и предположить, что в упомянутой обитаемой зоне планеты имеется суша, то вероятно формирование в прибрежной зоне развитой сети речных дельт и заболоченных участков, в связи с выпадением дождей, приносимых ураганом.
На конечном этапе моделирования Аурелии были предприняты попытки создать формы жизни, основываясь на земных эволюционных моделях и принципах функционирования и развития экосистем. При этом учёные предположили, что долгое время жизни красного карлика даёт возможность для развития жизни в более широких пределах, нежели на Земле. Была высказана и гипотеза, что подавляющее большинство экзопланетных форм жизни будут основываться на углероде.
Отталкиваясь от гипотезы о углеродной природе жизни на Аурелии, было высказано предположение, что основная фотосинтезирующая жизненная форма будет представлять собой полурастение-полуживотное и являться автотрофом. Примером тому может служить так называемый жалящий веер (англ. Stinger Fan). Это воображаемое существо имеет пять сердец и ограниченную подвижность, его похожие на опахала листья способны улавливать энергию солнца, синтезируя сахара, а сердца служат своеобразными насосами, доставляющими питательные вещества к различным органам.
Жалящий веер, в теории, должен служить основой питания для другого существа, названного грязебрюх (англ. Mudpod). Эта вымышленная шестиногая полу-амфибия напоминающая помесь бобра и большого тритона с глазами, как у улитки. Лапы вооружены мощными, постоянно растущими когтями, которые используются этими созданиями для выкапывания пищи, и строительства плотин. Плотины, которые могли бы создавать эти существа, теоретически могут привести к образованию в речных системах крупных лагун, лиманов и болот.
Выше грязебрюха в моделируемой пищевой цепочке находится глотальщик (англ. Gulphog) — большое плотоядное животное, внешне похожее на эму, и являющееся основным хищником в описываемой экосистеме. Эти двухметровой высоты создания могли бы жить и охотиться стаями, и, предположительно, иметь определённые зачатки интеллекта.
И, наконец, было смоделировано ещё одно вымышленное земноводное существо — «хистерия» (англ. Hysteria), которое могло бы выглядеть как стая оранжевых головастиков-пираний. Эти крошечные существа теоретически способны образовывать единый супер-организм, способный выходить на отмели, чтобы парализовать и употребить в пищу других животных.
Жизненные формы Аурелии в результате эволюции могли бы приобрести множество самых разных особенностей. Наиболее яркой среди них была бы способность всех организмов, обитающих на планете, обнаруживать солнечные вспышки, и избегать их последствий. Звезды типа «красный карлик» очень нестабильны, и солнечные вспышки — не редкость. Интенсивное ультрафиолетовое излучение представляет опасность для всех углеродных форм жизни, так как приводит к разрыву атомных связей в органических молекулах.
Механизмы возможной приспособляемости аурелианских организмов:
- Глотальщик: чувствительные к ультрафиолетовому излучению глаза;
- Жалящие веера: могли выработать способность складываться, подобно вееру, чтобы защитить себя от УФ-излучения;
- Грязебрюх: теоретически, могли бы развить способность чувствовать ультрафиолетовые лучи участками спины.

## Голубая Луна

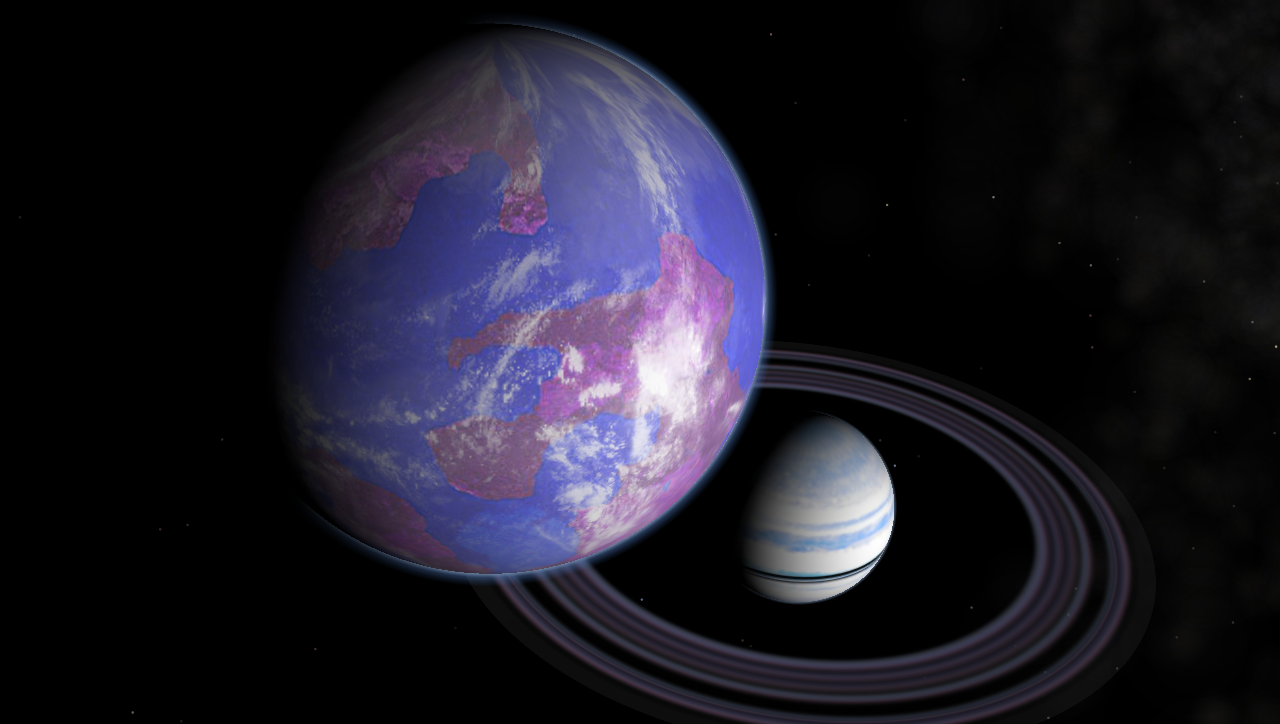
Гипотетическое изображение Голубой Луны.

Голубая Луна (англ. Blue Moon) — вымышленный спутник планеты, практически полностью покрытый водой и имеющий очень плотную атмосферу, теоретически позволяющую летать существам размером с земного кита. Голубая Луна, по мнению её создателей, спутник планеты типа Юпитера, достаточно холодной, чтобы иметь в атмосфере дождевые облака. И планета, и спутник расположены в системе двойной звезды.
Голубая Луна по размеру должна быть сравнима с Землей, но, согласно модели, имеет атмосферное давление втрое выше, чем земное.
Характерной особенностью этого моделируемого спутника может явиться отсутствие полярных ледяных шапок: плотная атмосфера и покрывающий поверхность океан должны уменьшать колебания температуры. Из космоса можно было бы наблюдать зеленоватую дымку на поверхности, создаваемую огромным числом плавающих в воде и летающих в воздухе полотнищ мхов и водорослей.
Более плотная, нежели чем на Земле, атмосфера могла бы позволять держаться в воздухе более массивным существам. Например, можно было бы представить себе «небесного кита» (англ. Skywhales), огромного китоподобного организма, предки которого покинули океан, чтобы освоить воздушные просторы. Избыток кислорода в атмосфере, теоретически, приводит к повышению силы мышц, и эти существа, с размахом крыльев, достигающим 10 метров, всю свою жизнь проводят в воздухе, питаясь уже упомянутыми выше мхами и водорослями. В данном случае переход от плавающих организмов к летающим произошёл бы очень резко, в один эволюционный скачок.
Высокое содержание кислорода в атмосфере (до 30 %) должно было бы привести к частым спонтанным самовозгораниям во время гроз. Уровень углекислого газа в этом случае также должен быть повышен, примерно в 30 раз по сравнению с земным, что, в свою очередь, может привести к повышению температуры воздуха и насыщению его водяными парами (парниковый эффект). Как и земная Луна, Голубая Луна должна так же находиться в орбитальном резонансе, и всегда повернута одной стороной к своей планете.
Период обращения Голубой Луны вокруг газового гиганта, по допущению модели, составляет 10 суток, из которых лунный день длится 5 суток, и столько же — лунная ночь. Долгие дни и ночи должны теоретически привести к возникновению сильных межполушарных воздушных потоков, которые, в дополнение к плотной атмосфере и повышенному содержанию кислорода, способны были бы помочь воздушным формам жизни поддерживать свой непрерывный полёт.
«Небесные киты», согласно модели, могут служить пищей для вымышленных существ, насекомовидных «капюшонных охотников» (англ. caped stalkers), местных хищников, живущих колониями. У «капюшонных охотников», теоретически, должно иметься четкое разделение ролей между разными специализированными особями, как в земных муравейниках или ульях. Разведчики, обнаружившие небесных китов, могли бы помечать их особым запахом, и возвращаться назад в гнездо. Рабочие особи, собирающиеся в большой рой, после нахождения кита, помеченного разведчиками, должны вынудить его снизиться, после — убить и доставить пищу в колонию. И, наконец, во главе колонии должна стоять королева, откладывающая яйца, из которых появляются новые «сталкеры». Образ жизни данного вида более всего похож на существование гнезд земных шершней.
В свою очередь, «охотники» сами должны являться жертвой для «пагоды» (англ. Pagoda), вымышленного растения, чьи ветви-щупальца покрыты призрачными ловчими сетями. Когда «капюшонный охотник» попадает в эти сети, пагода, используя ветви-щупальца, поднимает спелёнутую жертву наверх, к ротовому отверстию, чтобы растворить в кислоте примитивного желудка.
«Гигантские воспарители» (англ. giant kites), как и «небесные киты», могли бы парить над пологом леса. Внешне они, по замыслу учёных, напоминают парашют, и могут, теоретически, достигать 5 метров в диаметре. Своеобразные «страховочные фалы» позволяли бы им контролировать высоту полета, а щупальца, похожие на щупальца земных медуз — выхватывать личинок жуков-вертолётов (англ. Helibug) из воды. Последние вымышленные создания примечательны тем, что, согласно задумке участников проекта «Голубая Луна», имеют трилатеральную симметрию тела: три ноги, три глаза, три крыла, три челюсти, и три языка.
До 70 % суши Голубой Луны должно быть покрыто двумя основными типами растительности — «пагодостениями» (англ. pagoda plants) и «деревьями-воздушными шарами» (англ. balloon tree). «Пагодостения» могут соединяться между собой, и это позволило бы их зарослям достигать высоты более 200 метров. Их полые листья могли бы собирать дождевую воду (что является одним из вероятных механизмов приспособляемости. С точки зрения физиологии растений представляется невозможным доставить воду на такую высоту с поверхности земли лишь силой осмоса).
«Деревья-воздушные шары», как считают участники проекта, должны рассеивать свои семена, наполняя каждое водородом, что позволяет им парить в плотной атмосфере. В этом данные растения напоминают некоторые водоросли с Земли.
Поверхность суши Голубой Луны, теоретически, довольно часто должна опустошаться сильными лесными пожарами, полностью истребляющими пагодовые леса. Деревья-воздушные шары могли бы заполнить образовавшиеся прогалины.
Небесные киты и воспарители, чтобы защититься от такого пожара, могли бы набирать высоту, пока пожар не утихнет.